# Cerodontha angulata
Cerodontha angulata  (лат.) — вид двукрылых из семейства минирующих мух рода Cerodontha подрода Butomomyza.

## Описание
Длина крыла у самцов 2,0-2,7 мм, у самок 2,1-2,8 мм. Основная окраска тела бледно-коричневая, иногда кажущаяся желтоватой, поверхность кутикулы полублестящая. Высота глаза в 10,6-18,6 раза больше высоты щек. Третий членик усика маленький, округлый. Наличник либо сверху, либо полностью тёмно-коричневый. Имеется две нижние и две верхние орбитальные щетинки. Орбитальные волоски расположены в один наклонный ряд. Глазковые и заглазковые щетинки иногда длиннее фронто-орбитальных. Щупики, лицо, скулы, затылочная часть головы тёмно-коричневые. На среднеспинке имеется четыре пары дорсоцентральных щетинок, длина которых слегка уменьшаются кпереди. Акростихальные щетинки расположены в пять или шесть неправильных рядов. Жилки крыла светло-коричневые, у основания становящиеся светло-желтоватыми до белых. Калиптер желтовато-белый. Жужальца белые. Брюшко тёмно-коричневое. Вершинная часть эдеагуса (дистифаллус) самца в профиле более S-образный.
Отмечена изменчивость ряда признаков окраски тела, расположения щетинок и строения генитального аппарата, которые указывают на существование криптических видов, которые не удаётся пока описать из-за перекрытия варьирования этих признаков.

## Биология
Развивается на осоковых, ситниковых и злаках. Личинка образует длинную, узкую, желтоватую мину. Окукливание происходит вне мины. Пупарий коричневатый, овальный, часто слегка прикреплён к листу у конца мины.

## Распространение
Встречается в Евразии и Северной Америке.